# 百济与高句丽的战争
百济与高句丽的战争是朝鲜三国时期高句丽与百济争夺朝鲜半岛霸权的一系列战争。

## 百济的扩张

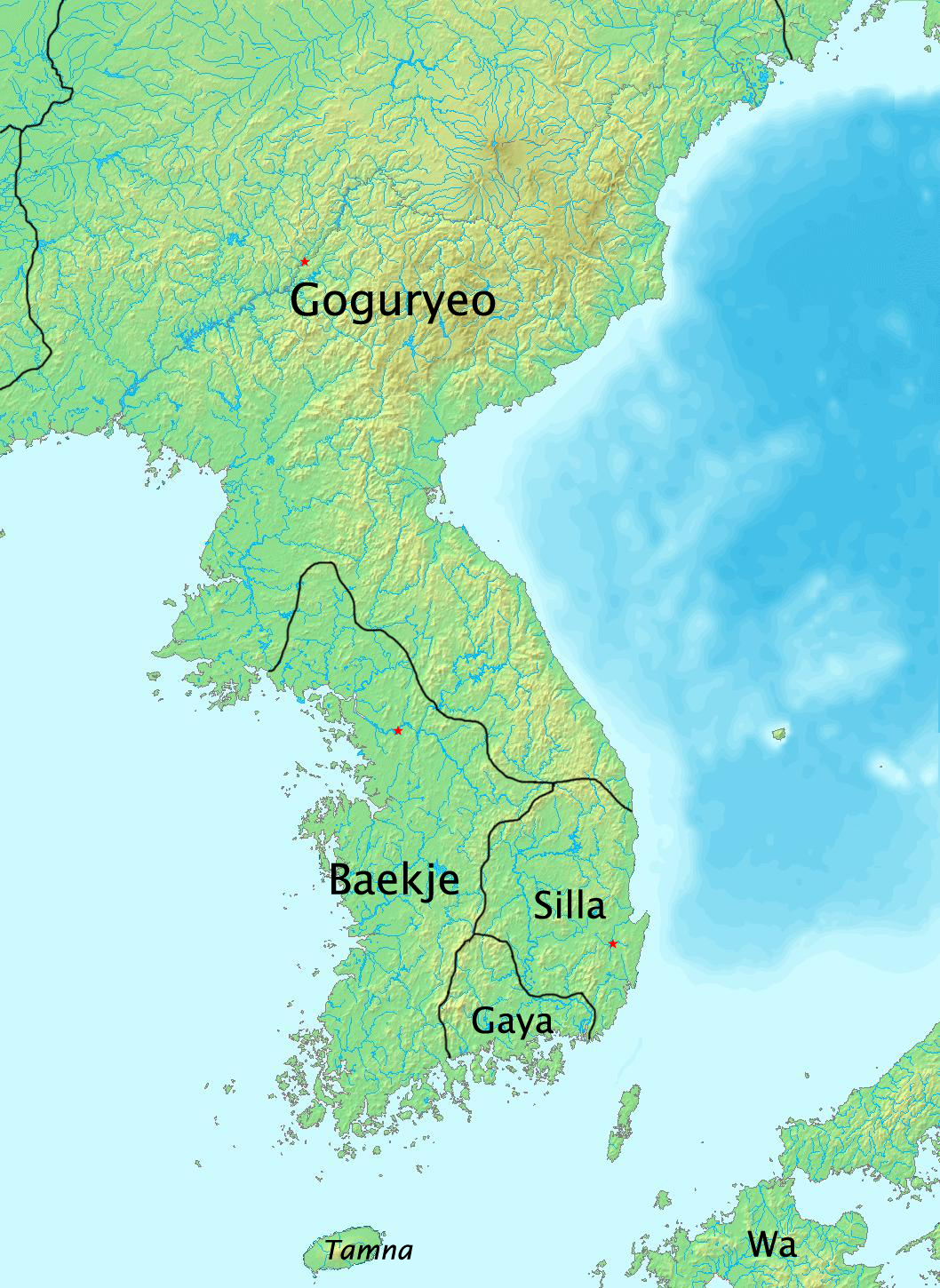
百济兴起前期图

百济古尔王（234年-286年）的统治时期， 百济巩固了国家的制度。据《日本书纪》记载，249年，百济向东扩展到洛东江上游与新罗,伽倻相邻。晋朝永康元年（300）发生八王之乱，乐浪郡，带方郡地方长官率众奔赴辽东向慕容家族请求内附。建兴元年（313）高句丽南下侵略乐浪郡。带方郡受孤立而瓦解，初被百济吞并。其居民得到百济的善待。后来乐浪郡，带方郡在4世纪大多数时间成为高句丽，百济争霸的场所。后史书从345年开始将百济称为国家。

## 高句丽与百济争夺乐浪带方
高句丽与百济在朝鲜半岛的争夺战中，本是同源的百济国于371年倾全国之力发兵北上，并且围困了乐浪郡（今平壤），故国原王中箭身亡。高句丽南下朝鲜半岛的脚步受到南部百济的有力阻挡。同年故国原王子小兽林王即位。372年、375年和376年，小兽林王攻打百济。故国壤王384－391年乘淝水之战后，中原大乱，多次进攻百济控制的乐浪, 带方故地。391年，故国壤王去世后，好太王继位。好太王随即封自己为“广开土大王”以显示他与百济君主的平起平坐。好太王即位后重组了高句丽的军队，并对高句丽的精锐部队和海军进行重新的训练。
392年，好太王亲自率50军队攻打百济拿下10座百济城堡。百济阿莘王原本打算借此机会灭掉高句丽，不过却在393年被好太王击败。394年，阿莘王再次攻高句丽但又被好太王击败。阿莘王由于多次败给好太王，百济政局开始动荡。395年，百济再次败北高句丽，高句丽兵临百济国都慰礼城下。
次年好太王亲自率海军从海上和汉江攻打慰礼城。阿莘王原以为好太王要从陆上进攻，因此对高句丽的进攻毫无防备。好太王轻易打败百济获百济58座城堡。阿莘王请降，并将其兄弟交给好太王作人质。高句丽最终将朝鲜半岛的统治权从百济夺回。長壽王在位时期是高句麗的全盛时期。427年，他将高句麗的都城迁至平壤，这标志着高句麗将其扩张的方向从中国遼河以东地区转移至朝鲜半岛。而百济已经无力再与高句丽争夺朝鲜半岛北部。

## 高句麗占领慰禮城

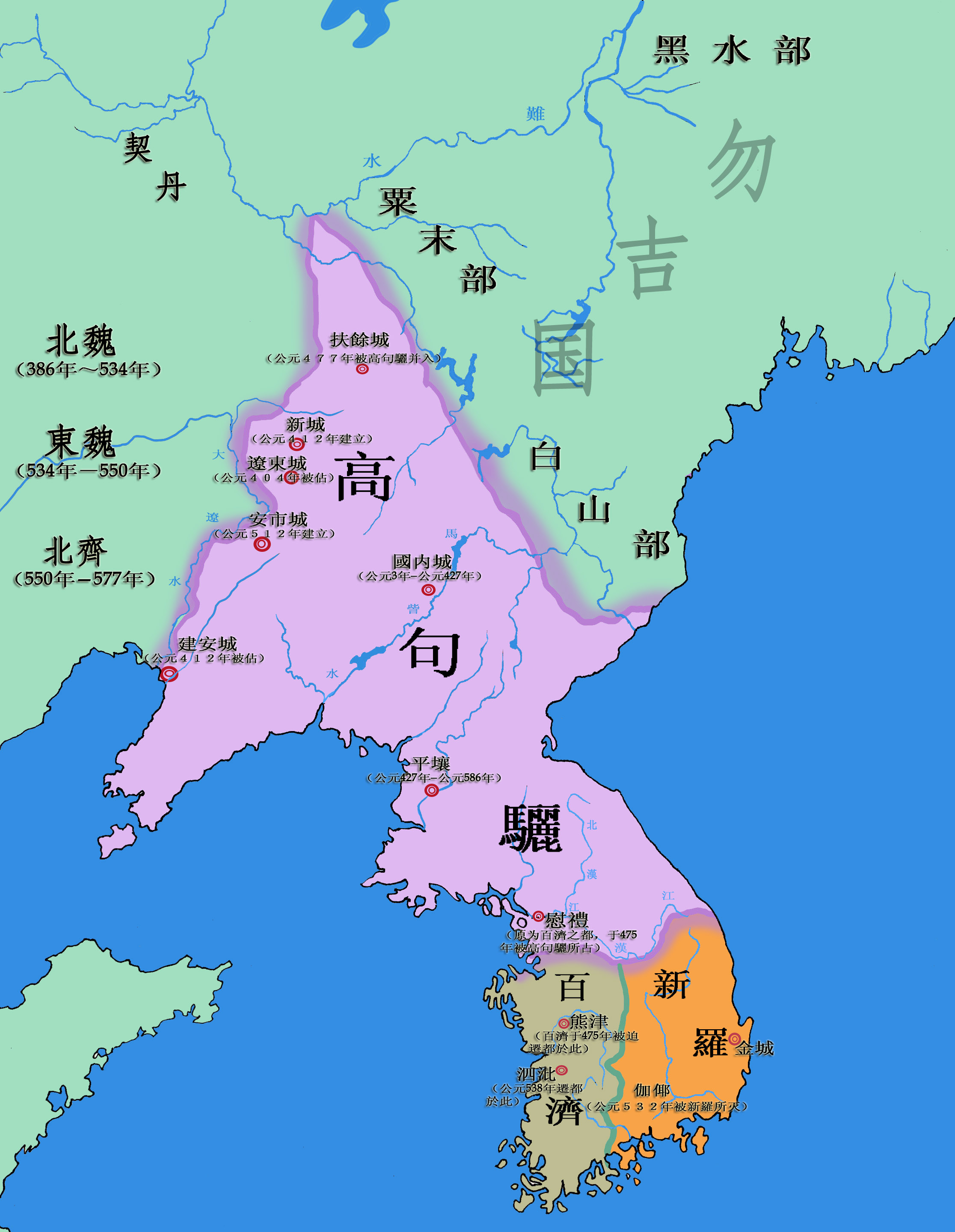
475年高句麗南扩占领慰禮城，百济迁都熊津

475年高句麗长寿王南扩占领百济旧都慰禮城（今首尔）。百济文周王再次迁都熊津。由于熊津靠近新罗，迫于高句丽的压力，百济被迫与新罗联合遏制高句丽的南下。西元538年，百濟聖王將都城自熊津（今公州市）遷移至泗沘。

## 后继
551年，百济和新罗联手攻打高句丽。高句丽从此失去具有重要战略意义的朝鲜半岛中部之肥沃的汉江流域。百济新罗联盟的主战者百济在对高句丽的战争几乎精疲力尽。553年，新罗以帮百济的名义出兵。但却对百济发动了攻势，最后将整个汉江流域全部纳入囊中。怒于新罗的背叛，百济圣王第二年攻新罗西部以报复，但被新罗擒住，后被处死。
660年 唐朝联手新罗灭亡百济，并在百济故地建立设置了5个都督府：“熊津、马韩、东明、金涟、德安五都督府”，纳入唐王朝直接管理。但随着后来的百济复国运动，唐朝在665年把五个都督府统一合并为熊津都督府。公元668年，唐朝灭亡高句丽，并在高句丽的故地上设置安东都护府。